# The Vampire Diaries (serie de televisión)
The Vampire Diaries (también conocida como Diarios de vampiros en Hispanoamérica y Crónicas vampíricas en España) es una serie de televisión estadounidense de género dramático, creada por Kevin Williamson y basada en la saga de L. J. Smith.
La historia se sitúa en el pueblo de Mystic Falls, Virginia. Mientras los protagonistas tratan de sobrevivir a las constantes criaturas y amenazas de diferentes especies, enemigos o antiguos aliados.
La serie presenta diferentes criaturas sobrenaturales a través de sus ocho temporadas, incluyendo Vampiros, Brujas, Hombres Lobos, Doppelgängers, Híbridos, Vampiros Originales, Herejes o Sirenas
The Vampire Diaries fue estrenada en el canal The CW el 10 de septiembre del año 2009 con su primera temporada, y el último episodio fue emitido el 10 de marzo de 2017 dándole fin a la octava y última temporada.

## Argumento
La primera temporada comienza después del terrible accidente que mató a los padres adoptivos de Elena Gilbert (Nina Dobrev), una adolescente de 17 años que vive en Mystic Falls, una ciudad de Virginia Estados Unidos, y que intenta seguir adelante con su vida, sin imaginarse que conocerá a un nuevo, guapo y misterioso estudiante, llamado Stefan Salvatore (Paul Wesley), quien esconde un secreto que muy pronto será descubierto con la llegada de su hermano Damon Salvatore (Ian Somerhalder). Elena y los habitantes de Mystic Falls se ven envueltos entre seres sobrenaturales: Vampiros, Brujas, Licantropos, herejes, entre otros.
La segunda temporada se centra principalmente en la llegada del doppelgänger de Elena, Katherine Pierce ([Katerina Petrova]), y las razones de por qué regresó a Mystic Falls (para encontrar la piedra lunar y romper la maldición de los hombres lobo que sólo se pueden transformar en luna llena sin su voluntad). También se introducen los hombres lobo. El tío de Tyler, Mason Lockwood, un hombre lobo, llega a la ciudad después de la muerte de su hermano, y le habla a Tyler sobre la llamada «maldición Lockwood» que tiene su familia desde hace siglos. También hay nuevos vampiros, como Caroline Forbes (Candice Accola) , quien es convertida por Katherine (ya que ella tenía la sangre de Damon en su sistema y Katherine la asesina). Se revela que Elena no es la única réplica Petrova. Elena tiene que ser sacrificada para romper la maldición de Klaus, quien es el mayor vampiro de la historia, y que ahora está tras ella.
La serie fue renovada para una tercera temporada, que se estrenó el 15 de septiembre de 2011. Esta temporada contó con el ascenso de Klaus (Joseph Morgan) a personaje principal. El argumento de la temporada se centró en la historia de la familia de los vampiros Originales, además de revelarse el auténtico motivo por el que Klaus quería convertirse en híbrido y el por qué de querer a Stefan de su parte. La temporada contó con la incorporación de Claire Holt como Rebekah, una de los Originales que en el pasado tuvo una relación amorosa con Stefan; Jack Coleman como Bill Forbes, el padre de Caroline, que regresa a Mystic Falls para intentar ayudar a su hija; Persia White como Abby Bennet, la madre de Bonnie; Torrey DeVitto como Meredith Fell, una médica que se interesará mucho por la rapidez de recuperación de Alaric; y Alice Evans como Esther, la madre de los Originales; así como el regreso de Daniel Gillies como Elijah.

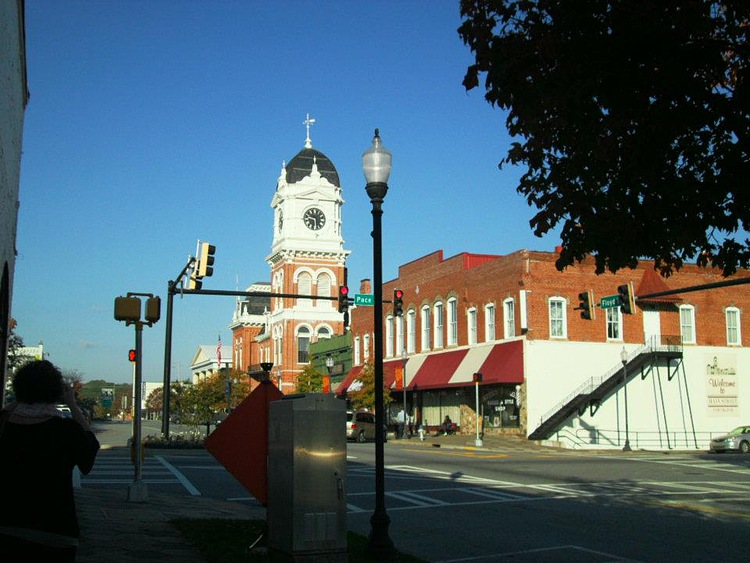
Mystic Falls, Virgina. la ciudad de la serie de televisión The Vampire Diaries.

La serie fue renovada por una cuarta temporada el 4 de mayo de 2012, que se estrenó el 11 de octubre de 2012. Comienza con el conocimiento de que todo está en transición. Elena se enfrenta a su peor pesadilla cuando se despierta después del accidente y descubre que murió con la sangre de Damon en su sistema, que ahora deberá soportar la transición para convertirse en una terrible vampiresa – o enfrentarse a una muerte segura. Stefan y Damon se desgarran aún más por cómo ayudar a Elena, que se tiene que adaptar a una vida que ella nunca quiso, y todo el mundo tiene que hacer frente al caos, más una complicación surgida que deberán resolver por el bien de Elena, Damon y Stefan.
La serie fue renovada para una quinta temporada el 11 de febrero de 2013, la cual se estrenó el día 3 de octubre de 2013. Esta temporada se enfoca directamente en la mitología de las réplicas. Asimismo, aparecen los Viajeros, una clase de brujos que están condenados a no poder establecerse en ningún lugar, quienes buscan romper la maldición de los brujos reales, así como hacer desaparecer toda magia que no sea pura y lo que éstos hayan creado, como los vampiros. Por otra parte, se pone de manifiesto la fragilidad del Otro Lado y la existencia de un lugar más allá de este al que todos los seres sobrenaturales están siendo arrastrados.
La serie fue renovada para una sexta temporada el 13 de febrero de 2014 y cuenta con el regreso de Alaric (Matthew Davis) y la promoción de Enzo (Michael Malarkey) como personajes principales. También marca la despedida de Nina Dobrev, Steven R. McQueen y Michael Trevino como miembros del elenco principal. Fue estrenada el 2 de octubre de 2014, y se centra principalmente en la lucha de Damon y Bonnie por volver a reunirse con sus amigos y seres amados. Asimismo, se introduce una nueva amenaza en la forma de Kai, un brujo que debe absorber la magia de otros para poder practicar y busca ser el líder del aquelarre Gemini. También se muestra la lucha de Caroline contra el dolor por haber perdido a su madre y por sus sentimientos por Stefan. Finalmente, tras el regreso de Lily, la madre de Stefan y Damon, quien busca traer de vuelta a unos híbridos brujo-vampiros conocidos como los Herejes, quienes fueron desterrados por el aquelarre Gemini.
El 11 de junio de 2015, la serie fue renovada para una séptima temporada, que fue estrenada el 8 de octubre de 2015. Se centra principalmente en el duelo de Damon tras perder a Elena y sus desesperados intentos por mantenerse como una buena persona aguardando su reencuentro. También lidia con la llegada de Lily Salvatore y su familia de Herejes, quienes buscan traer de vuelta a la vida a un peligroso vampiro llamado Julian, su antiguo líder y pareja de Lily. Asimismo, Caroline descubre que en su vientre lleva a los gemelos de Jo y Alaric gracias a un hechizo que el aquelarre de los Gemini lanzó antes de ser asesinados por Kai. También introduce una doble narrativa, que conjuga el presente con un salto a tres años más tarde, donde una poderosa cazadora persigue a los vampiros y los encierra en una piedra que muestra sus peores pecados. Explora también el pasado de Enzo y su relación con una misteriosa organización conocida como «La Armería», que experimenta con entes sobrenaturales y guarda una peligrosa criatura que logra controlar a Damon y Enzo, llevándolos a una espiral de asesinatos. La temporada también incluye un evento crossover con la tercera temporada de The Originals y presenta una participación de voz de Nina Dobrev.
La serie fue renovada para una octava temporada el 11 de marzo de 2016, que durante la Convención Internacional de Cómics de San Diego de 2016 fue confirmada como la temporada final de la serie. Fue estrenada el 21 de octubre de 2016 y consta de dieciséis episodios.

## Elenco y personajes
| Actor/Actriz      | Personaje        | Temporadas | Temporadas | Temporadas | Temporadas | Temporadas | Temporadas | Temporadas | Temporadas |           |
| Actor/Actriz      | Personaje        | 1          | 2          | 3          | 4          | 5          | 6          | 7          | 8          |           |
| ----------------- | ---------------- | ---------- | ---------- | ---------- | ---------- | ---------- | ---------- | ---------- | ---------- | --------- |
| Nina Dobrev       | Elena Gilbert    | Principal  | Principal  | Principal  | Principal  | Principal  | Principal  | Rol de voz | Invitada   |           |
| Nina Dobrev       | Katherine Pierce | Recurrente | Principal  | Principal  | Principal  | Principal  |            |            | Invitada   |           |
| Paul Wesley       | Stefan Salvatore | Principal  | Principal  | Principal  | Principal  | Principal  | Principal  | Principal  | Principal  |           |
| Paul Wesley       | Silas            |            |            |            | Principal  | Principal  |            |            |            |           |
| Ian Somerhalder   | Damon Salvatore  | Principal  | Principal  | Principal  | Principal  | Principal  | Principal  | Principal  | Principal  |           |
| Kat Graham        | Bonnie Bennett   | Principal  | Principal  | Principal  | Principal  | Principal  | Principal  | Principal  | Principal  |           |
| Candice Accola    | Caroline Forbes  | Principal  | Principal  | Principal  | Principal  | Principal  | Principal  | Principal  | Principal  |           |
| Zach Roerig       | Matt Donovan     | Principal  | Principal  | Principal  | Principal  | Principal  | Principal  | Principal  | Principal  |           |
| Steven R. McQueen | Jeremy Gilbert   | Principal  | Principal  | Principal  | Principal  | Principal  | Principal  |            | Invitado   |           |
| Michael Trevino   | Tyler Lockwood   | Principal  | Principal  | Principal  | Principal  | Principal  | Principal  | Recurrente | Recurrente |           |
| Matt Davis        | Alaric Saltzman  | Principal  | Principal  | Principal  | Invitado   | Invitado   | Principal  | Principal  | Principal  | Principal |
| Sara Canning      | Jenna Sommers    | Principal  | Principal  | Invitada   |            | Invitada   |            |            | Invitada   |           |
| Kayla Ewell       | Vicki Donovan    | Principal  | Invitada   | Recurrente |            | Invitada   |            |            | Recurrente |           |
| Joseph Morgan     | Klaus Mikaelson  |            | Recurrente | Principal  | Principal  | Invitado   |            | Invitado   |            |           |
| Michael Malarkey  | Enzo St. John    |            |            |            |            | Recurrente | Principal  | Principal  | Principal  |           |

#### Personajes Principales

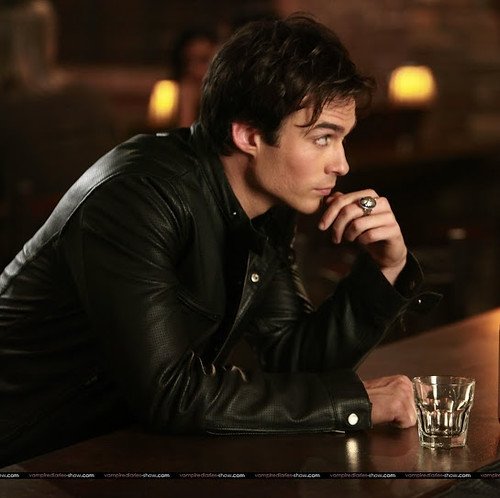
Damon Salvatore: Uno de los protagonistas de esta serie

1. Elena Gilbert: Es una joven inteligente y empática, que se ve envuelta en un mundo de misterio y seres sobrenaturales. Su vida da un giro cuando conoce a los hermanos Salvatore.
2. Stefan Salvatore: Un vampiro con una personalidad tranquila y reflexiva. Tiene una fuerte moral y siempre está buscando maneras de redimir su pasado.
3. Damon Salvatore: El hermano mayor de Stefan, un vampiro carismático y a menudo impredecible. Tiene un enfoque mucho más arriesgado y audaz hacia la vida.
4. Caroline Forbes: Al principio es una chica popular y algo inmadura, pero con el tiempo muestra una gran fortaleza y lealtad. Su desarrollo personal es uno de los más notables.
5. Bonnie Bennett: Una amiga leal y valiente que tiene un don especial para las artes místicas. Su amistad con Elena es fundamental en la historia.
6. Matt Donovan: El amigo humano del grupo, que intenta mantenerse al margen del caos sobrenatural pero siempre acaba jugando un papel importante.
7. Klaus Mikaelson: Es un híbrido de vampiro y hombre lobo, conocido por su gran poder, astucia y naturaleza despiadada. A lo largo de la serie, su complejidad y su relación con la familia son clave en su evolución.

## Episodios
| Temporada | Temporada | Episodios | Episodios | Emisión original         | Emisión original    |
| Temporada | Temporada | Episodios | Episodios | Primera emisión          | Última emisión      |
| --------- | --------- | --------- | --------- | ------------------------ | ------------------- |
|           | 1         | 22        | 22        | 10 de septiembre de 2009 | 13 de mayo de 2010  |
|           | 2         | 22        | 22        | 9 de septiembre de 2010  | 12 de mayo de 2011  |
|           | 3         | 22        | 22        | 15 de septiembre de 2011 | 10 de mayo de 2012  |
|           | 4         | 23        | 23        | 11 de octubre de 2012    | 16 de mayo de 2013  |
|           | 5         | 22        | 22        | 3 de octubre de 2013     | 15 de mayo de 2014  |
|           | 6         | 22        | 22        | 2 de octubre de 2014     | 14 de mayo de 2015  |
|           | 7         | 22        | 22        | 8 de octubre de 2015     | 13 de mayo de 2016  |
|           | 8         | 16        | 16        | 21 de octubre de 2016    | 10 de marzo de 2017 |

## Temporadas
- Temporada 1: Elena Gilbert descubre que los hermanos Stefan y Damon Salvatore son vampiros. A medida que se adentra en su mundo, se enfrenta a amenazas sobrenaturales como Katherine Pierce, la antigua amante de los hermanos, y otros secretos de Mystic Falls.
- Temporada 2: Se introduce el concepto de los hombres lobo y una nueva amenaza en la figura de Elijah Mikaelson, uno de los primeros vampiros originales. La lucha por la supervivencia y el equilibrio entre humanos y criaturas sobrenaturales se intensifica.
- Temporada 3: Los hermanos Salvatore y Elena se ven atrapados en los conflictos derivados de los vampiros originales, especialmente con Klaus Mikaelson, quien busca crear su propia raza de híbridos (vampiros y hombres lobo). El amor y la lealtad de los personajes se ponen a prueba.
- Temporada 4: Elena se convierte en vampira, lo que marca un cambio en su vida y relaciones. Mientras tanto, los personajes deben enfrentarse a nuevas amenazas, incluidos los hermanos Originales, y lidiar con el poder de la cura para vampiros.
- Temporada 5: La temporada sigue a los personajes lidiando con el regreso de los Originales y nuevos enemigos. La lucha por el control de la ciudad y los sacrificios personales son centrales. Además, se enfrenta a la amenaza de Silas, un antiguo ser con poderes extraordinarios.
- Temporada 6: Después de los eventos de la temporada anterior, Mystic Falls se enfrenta a una nueva serie de amenazas, entre ellas los viajeros, un grupo de brujos que buscan destruir todo lo que conocen. Elena trata de sanar y encontrar un equilibrio en su vida después de los recientes horrores.
- Temporada 7: La temporada sigue con los Mikaelson y las consecuencias de sus acciones. La ciudad y los personajes principales están atrapados entre la lucha por el poder, las traiciones y la supervivencia, mientras que Damon y Stefan enfrentan desafíos personales y oscuros.
- Temporada 8: La serie llega a su conclusión. Los personajes se enfrentan a una amenaza final y deben tomar decisiones que marcarán el futuro de Mystic Falls para siempre. Los lazos entre los personajes se ponen a prueba hasta el final, con sacrificios importantes y una resolución que cierra la historia de forma emotiva.

## Producción

### Desarrollo
El 6 de febrero de 2009, Variety anunció que The CW Television Network dio luz verde al piloto de la serie con Kevin Williamson y Julie Plec como escritores y productores ejecutivos. El 19 de mayo del mismo año, el piloto fue encargado oficialmente para la temporada 2009–2010.
La serie fue producida por Outerbanks Entertainment con Kevin Williamson y Julie Plec como productores y escritores. Leslie Morgenstein y Bob Levy también participaron como productores ejecutivos. El piloto fue dirigido por Marcos Siega, que trabajó anteriormente en series como Veronica Mars, True Blood y Dexter.
El rodaje del piloto fue previsto para ser grabado entre el 23 de marzo y el 8 de abril en Vancouver, pero finalmente el rodaje comenzó el 30 de marzo y terminó el 18 de abril a primera hora de la mañana.
En una entrevista al periódico The Hollywood Reporter el 5 de marzo de 2009, el presidente de entretenimiento de The CW, Dawn Ostroff, dijo de la serie que: «Hay pocas series en el aire ahora mismo que realmente tengan un final cerrado, la mayoría están abiertas y avanzando poco a poco. Incluso algunas comienzan a parecer telenovelas. Todas las series que tenemos tienen un sabor diferente, excepto esta». El 10 de mayo, Kevin Williamson viajó a Georgia para buscar localizaciones para el rodaje. Esta fue la primera indicación por parte de la productora de que la serie no iba a ser rodada en Vancouver. Finalmente se rodó en Atlanta.
El 16 de febrero The CW confirmó que la serie renovaría por una segunda temporada, que comenzó a emitirse el 9 de septiembre de 2010.
El 26 de abril de 2011, The CW renovó la serie para una tercera temporada, la cual se estrenó el 15 de septiembre de 2011. El 3 de mayo de 2012, la cadena The CW anunció oficialmente la renovación de la serie para una cuarta temporada.

### Casting

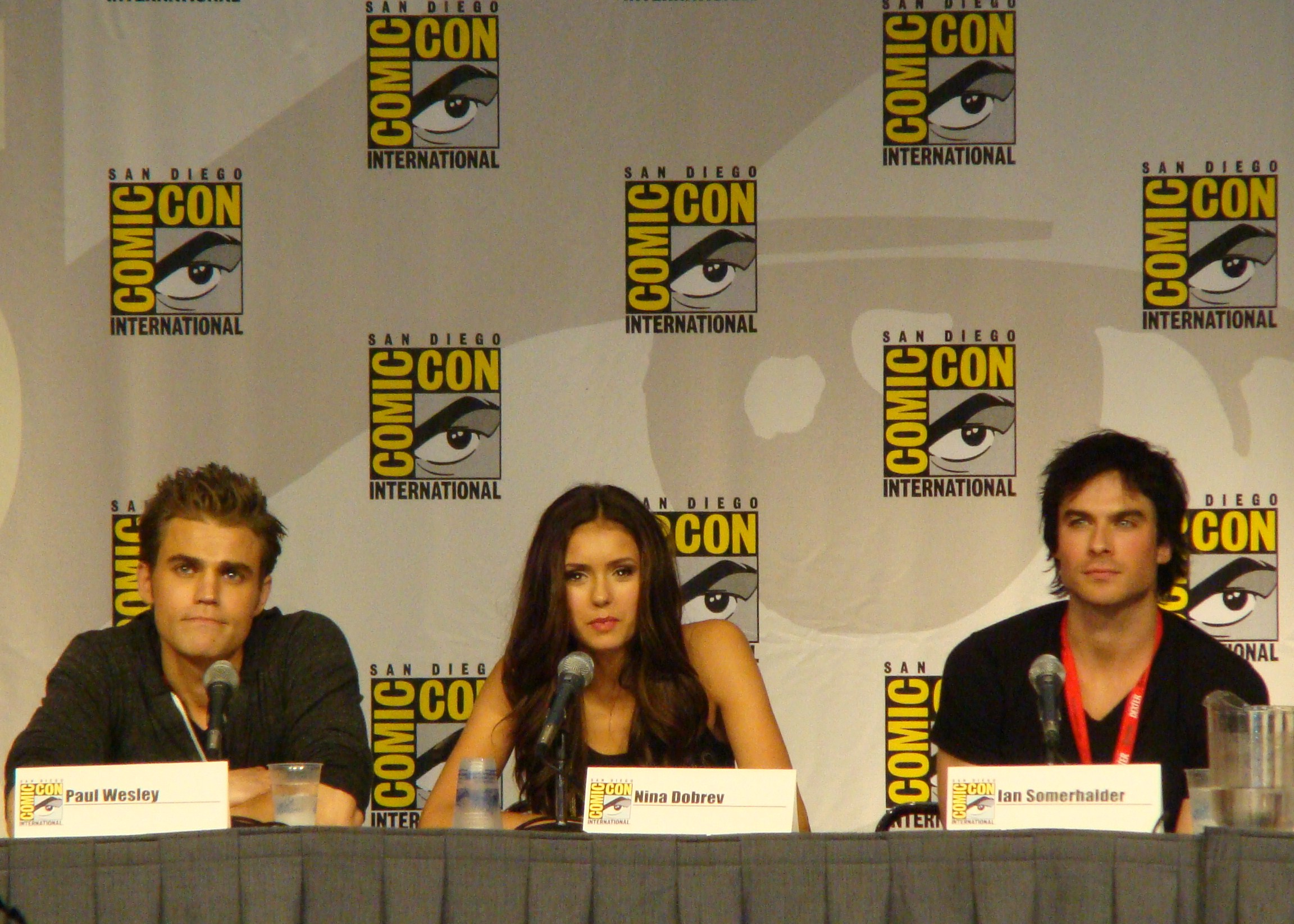
Los protagonistas principales de la serie The Vampire Diaries Paul Wesley, Ian Somerhalder y Nina Dobrev.

La elección del actor Steven R. McQueen (Jeremy Gilbert) fue anunciada el 28 de febrero de 2009, seguido de la elección de la actriz principal Nina Dobrev (Elena Gilbert y Katherine Pierce), el 8 de marzo. Ian Somerhalder (Damon Salvatore), Zach Roering (Matt Donovan) y Kayla Ewell (Vicki Donovan) fueron anunciados el 25 de marzo. El resto de personajes principales, Katerina Graham (Bonnie Bennett), Candice Accola (Caroline Forbes), Michael Trevino (Tyler Lockwood), Sara Canning (Jenna Sommers) y Paul Wesley (Stefan Salvatore), fueron confirmados pocos días después.
El 26 de enero de 2017 se anunció el regreso de Nina Dobrev a la serie para el último episodio de la octava temporada.

## Recepción

### Respuesta crítica
The Vampire Diaries inicialmente recibió críticas mixtas y negativas. Entertainment Weekly le dio una A+, indicando que el show son «señales de un bienvenido retorno a la forma para el escritor y productor Kevin Williamson». Terminaron diciendo que «The vampire diaries nos promete una temporada de diversión con lengua afilada». Metacritic le dio al show el punto de 90/100 basado en 22 comentarios críticos.
Sarah Hughes, de The Independent dijo que The Vampire Diaries se convirtió en una serie «bien elaborada, desarrollada», a pesar de los episodios pobres del comienzo. Carina MacKenzie de Los Angeles Times, descubrió que el episodio número seis pareció ser particularmente fuerte. MacKenzie dijo que Elena «se destaca entre las heroínas típicas del género de vampiros; ella exige honestidad, hace preguntas, y no hace la vista gorda a cualquier mal comportamiento». El New York Post, también alaba la representación de Elena, una mujer con carácter muy resuelto, que no permite que sus sentimientos por su novio la controlen. The San Diego Unión-Tribune, dijo: «El drama sobrenatural es una producción de primera calidad, presentando un cast increíblemente hermosos, y un ambiente melancólico que es difícil incluso para los adultos más sensatos resistir». Mike Hale de The New York Times, le dio a la serie una mención de honor en su lista de los programas del 2009.

### Nominaciones
- 2010 Teen Choice Awards[25]
  - Mejor hombre hottie: Ian Somerhalder
  - Actriz robadora de escena: Katerina Graham
- 2010 J-14 Teen Icon Awards
  - Serie de televisión icónica
- 2010 Kid's Choice Awards[26]
  - Mejor Libro
- 2010 People's Choice Awards[27]
  - Mejor programa de ciencia ficción
- 2010 Saturn Awards[28]
  - Mejor serie de televisión
- 2011 ALMA Awards
  - Mejor actor en rol de soporte: Michael Trevino
- 2011 People's Choice Awards[29]
  - Mejor drama de televisión
  - Mejor serie de Fantasía/Sci-Fi
  - Mejor actor dramático de televisión: Ian Somerhalder
- 2011 Saturn Awards:[29]
  - Mejor serie de televisión
- 2011 Teen Choice Awards[30]
  - Mejor actor en serie de Fantasía/Sci-Fi: Paul Wesley
  - Mejor villano: Joseph Morgan
  - Mejor hombre hottie: Ian Somerhalder
- 2011 People's Choice Awards[31]
  - Mejor drama nuevo de televisión
  - Mejor serie de Fantasía/Sci-Fi
  - Mejor actor en serie de Fantasía/Sci-Fi: Ian Somerhalder
- 2011 Youth Rock Awards[32]*
  - Mejor actriz: Katerina Graham
  - Mejor actor: Steven R McQueen
  - Mejor conjunto de personajes en Drama
- 2011 J-14 Teen Icon Awards[33]
  - Actor de televisión icónico: Ian Somerhalder
  - Serie de televisión icónica
- 2012 People's Choice Awards[34]
  - Mejor drama nuevo de televisión
  - Mejor serie de Fantasía/Sci-Fi
  - Mejor actor en serie de Fantasía/Sci-Fi: Ian Somerhalder
- 2012 Do Something Awards
  - Mejor Drama de TV
  - Mejor estrella masculina de TV: Ian Somerhalder
- 2012 J-14 Teen Icon Awards
  - Actor de televisión icónico: Ian Somerhalder
  - Serie de televisión icónica
- 2012 Teen Choice Awards
  - Mejor actor en serie de Fantasía/Sci-Fi: Paul Wesley
  - Mejor actriz en serie de Fantasía/Sci-Fi: Katerina Graham
  - Mejor villano: Joseph Morgan
- 2012 ALMA Awards
  - Mejor actor en rol de soporte: Michael Trevino
- 2012 Saturn Awards
  - Mejor serie de TV para adolescentes
- 2013 People's Choice Awards
  - Mejor serie de Fantasía/Sci-Fi
  - Mejor actor en Drama: Ian Somerhalder
  - Mejor actor en Drama: Paul Wesley
  - Seguidores favoritos de TV: TVDFamily
- 2013 Teen Choice Awards
  - Mejor actor en serie de Fantasía/Sci-Fi: Paul Wesley
  - Mejor actriz en serie de Fantasía/Sci-Fi: Katerina Graham
  - Mejor actor robador de escena: Steven R McQueen
  - Mejor villano: Joseph Morgan
- 2013 Saturn Awards
  - Mejor serie de TV para adolescentes
- 2014 People's Choice Awards
  - Mejor serie de Fantasía/Sci-Fi
- 2014 Teen Choice Awards
  - Mejor actor en serie de Fantasía/Sci-Fi: Paul Wesley
  - Mejor actriz en serie de Fantasía/Sci-Fi: Katerina Graham
  - Mejor villano: Paul Wesley
  - Mejor actor robador de escena: Michael Trevino
- 2014 Saturn Awards
  - Mejor serie de TV para adolescentes
- 2014 Young Hollywood Awards
  - Mejor química (entre elenco) de TV

## Curiosidades
- La adaptación de los libros a la pantalla: La serie está basada en los libros de L.J. Smith, pero hay muchas diferencias entre los libros y la serie. Por ejemplo, en los libros, el personaje de Elena Gilbert es rubia y de ojos azules, mientras que en la serie, Nina Dobrev (que la interpreta) tiene el cabello oscuro y ojos oscuros.
- Los hermanos Salvatore: Los personajes de Damon y Stefan Salvatore están inspirados en los hermanos originales del escritor de la serie, L.J. Smith, aunque los rasgos de Damon y Stefan se hicieron mucho más complejos para la serie.
- El poder del amor entre los vampiros: Una de las cosas más interesantes de la serie es que se exploran temas sobre el amor y cómo puede cambiar a los personajes. Los vampiros, aunque se ven como seres fríos y calculadores, en la serie son profundamente influenciados por sus emociones, especialmente el amor.
- Damon Salvatore y su popularidad: Aunque Damon comienza la serie como un villano, su popularidad aumentó tanto entre los fanáticos que terminó convirtiéndose en uno de los personajes más queridos de la saga, mucho más que Stefan, que era el "bueno" al principio.
- El contraste con otras adaptaciones vampíricas: A diferencia de otras sagas de vampiros populares como Twilight o True Blood, Crónicas Vampíricas tiene un enfoque más oscuro y dramático. La serie explora la moralidad de los personajes, sus errores y las consecuencias de ser inmortal.
- Referencias a la historia real: Algunos personajes y eventos de la serie están basados en hechos históricos o mitología. Por ejemplo, el personaje de Elijah Mikaelson es un referente a las antiguas leyendas sobre los primeros vampiros en diversas culturas.
- El vestuario de los personajes: Los estilistas de la serie se encargaron de darles a los personajes un estilo muy marcado, con vestuarios que reflejan sus personalidades. Por ejemplo, el vestuario de Damon Salvatore siempre tiene un toque clásico, mientras que el de Elena es más juvenil.
- Nina Dobrev y la doble interpretación: En la serie, Nina Dobrev interpreta a Elena y también a Katherine Pierce, quien es una versión más oscura y manipuladora del personaje. Este doble papel fue un reto para ella, pero también una gran oportunidad para mostrar su versatilidad como actriz.
- La influencia de Buffy, la cazavampiros: Crónicas Vampíricas fue influenciada por Buffy, la cazavampiros (1997-2003), no solo por la temática de los vampiros, sino también por la mezcla de elementos sobrenaturales, romance y drama.
- El final y la nostalgia: El final de la serie, que se emitió en 2017, fue un momento nostálgico para los fanáticos, ya que significaba el cierre de un capítulo importante en la televisión. Muchos personajes regresaron para ese episodio final, dándole un cierre emocional a la historia.

## Serie derivada
El presidente de entretenimiento en The CW, Dawn Ostroff ha mencionado una idea de spin-off que podría ocurrir en unos pocos años.
Un spin-off pretende estar en el desarrollo de la línea de otoño de 2011, pero debido al compromiso de Kevin Williamson, con The Secret Circle ha quedado en suspenso. Si se crea, la serie se centrará en un grupo de investigadores que investigan las actividades paranormales.

### The Originals

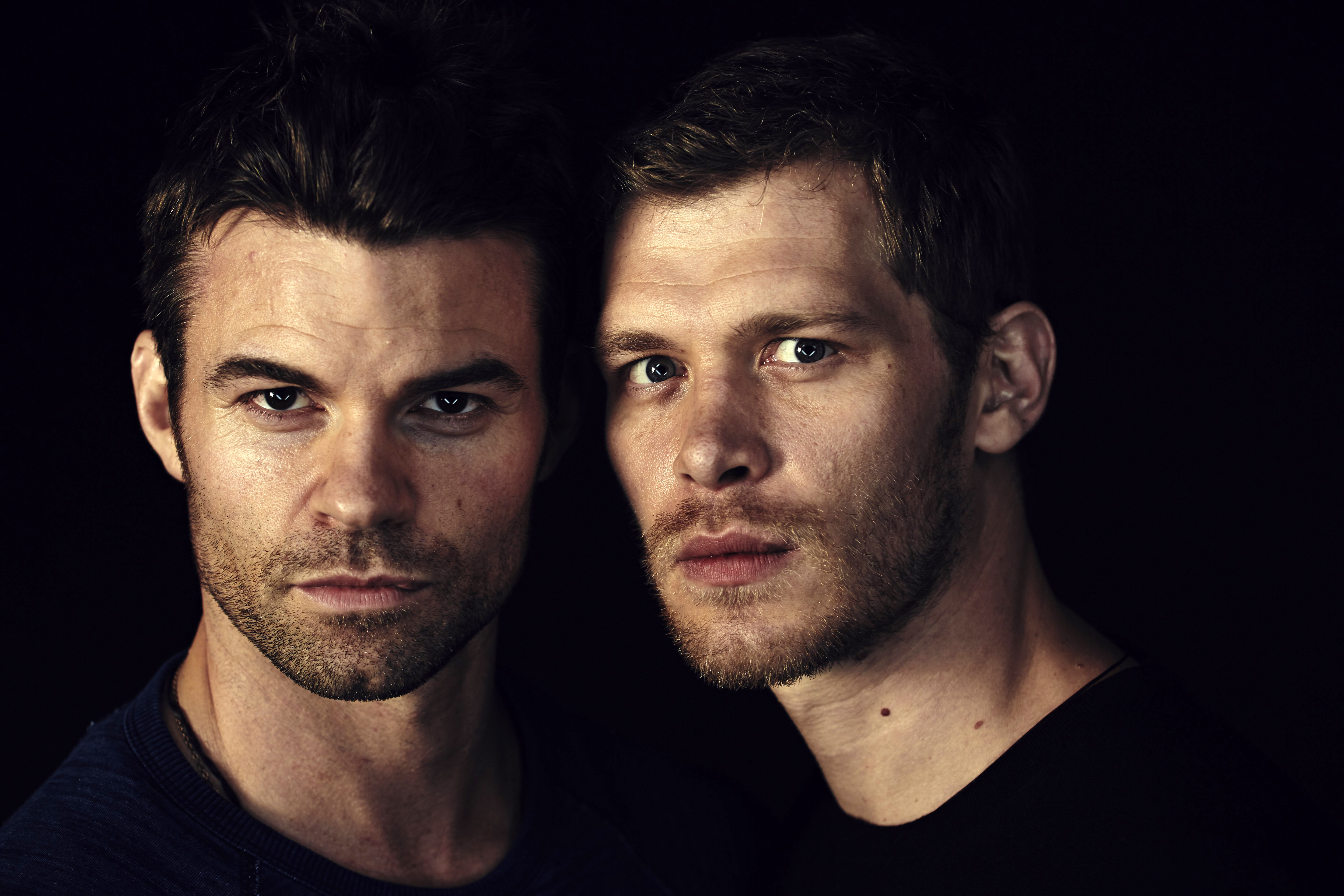
Los protagonistas de la serie The Originals

En enero de 2013, se dio a conocer que Julie Plec, cocreadora de la serie, estaba desarrollando un posible spin-off titulado The Originals. El piloto de la serie fue emitido como un episodio común de la cuarta temporada de la serie, el 25 de abril y estuvo centrado en Klaus (Joseph Morgan). La serie cuenta con Joseph Morgan, Phoebe Tonkin y Daniel Gillies en el elenco principal y está centrada en el vudú y la magia negra. El 26 de abril, The CW ordenó oficialmente que se desarrollara una serie para la temporada 2013-2014.